# La saga dei comanches
La saga dei comanches (Comanche) è un film del 1956 diretto da George Sherman.
È un western statunitense ambientato nel 1875 con Dana Andrews, Kent Smith e Nestor Paiva. È basato sulle gesta di Quanah Parker, capo indiano della tribù dei comanche con madre americana.

## Produzione
Il film, diretto da George Sherman su una sceneggiatura di Carl Krueger, fu prodotto dallo stesso Krueger tramite la Carl Krueger Productions e girato in Messico dal 24 agosto al 5 ottobre 1955.

## Distribuzione
Il film fu distribuito con il titolo Comanche negli Stati Uniti nel marzo 1956 al cinema dalla United Artists.
Altre distribuzioni:
- in Belgio il 6 luglio 1956
- in Germania Ovest il 27 luglio 1956 (Um jeden Preis)
- in Finlandia il 10 agosto 1956 (Mihin hintaan tahansa)
- in Svezia l'8 ottobre 1956 (Comanche)
- in Austria nel 1957 (Um jeden Preis)
- in Turchia nel 1957 (Komançolar savasi)
- in Messico l'11 gennaio 1957
- in Portogallo il 5 luglio 1957 (Até ao Último Homem)
- in Danimarca il 23 gennaio 1959
- in Brasile (Comanche)
- in Spagna (Duelo de razas)
- in Grecia (Otan sfyrizoun oi sfaires)
- in Italia (La saga dei comanches)
- in Jugoslavia (Komanci)

## Critica
Secondo il Morandini il film è un western vivace indirizzato a "spettatori di bocca buona".

## Promozione
La tagline è: The Never-Before-Told Epic of the Last Great Indian Battle...Filmed in the All-The-Earth-Spanning Power of CinemaScope.